# Bestheim
Bestheim est une cave coopérative viticole alsacienne dont le siège social est à Bennwihr. Ses 428 coopérateurs exploitent 1 350 ha de vignes sur 71 communes. Bestheim est la première cave viticole d’Alsace depuis 2019, avec 14 millions de cols vendus, dont 6 millions en Crémant d’Alsace.

## Histoire
La Cave Coopérative de Bennwihr est créée en 1946, lorsque 32 vignerons s’unissent au lendemain de la Deuxième Guerre mondiale pour mettre en commun leurs moyens, alors que le village de Bennwihr avait été complètement détruit.
Le nom « Bestheim » est forgé en 1997, après la fusion de la Cave de Bennwihr avec la Cave de Westhalten. Le terme « Bestheim » a pour origine le nom des communes de Bennwihr et de Westhalten et le nom d’Alfred Heim. Alfred Heim a fondé la maison Heim à Westhalten, au cœur de la Vallée Noble, en 1765, qui a rejoint ensuite la Cave de Westhalten.
En 2011, Bestheim absorbe la Cave d’Obernai, puis celle de Kientzheim-Kaysersberg en 2015.
En 2014, Bestheim a investi près de 20 millions pour l’installation d’une nouvelle chaine de conditionnement, l’agrandissement de la partie stockage, et l’achat d’un vendangeoir de dernière génération et d’un nouveau chai de 130 cuves.
Bestheim dispose de 3 boutiques, toutes situées sur la Route des vins d'Alsace : Bennwihr (par ailleurs siège social et lieu de production des vins tranquilles), Westhalten (où sont par ailleurs élaborés les Crémants) et Kaysersberg-Vignoble.

## Produits

### Crémant d’Alsace
Pionnier de l’appellation crémant d'Alsace, Bestheim propose sept cuvées différentes de crémants auxquelles s’ajoutent deux références dans la gamme HOPLA et une cuvée prestigieuse « Qui chasse la Lune, Récolte le Soleil ».
Bestheim a obtenu la récompense de « Meilleur Effervescent du Monde » en 2016 pour la cuvée « Grand Prestige Rosé 2014 ».

### Vins tranquilles
Bestheim propose des vins disposant de l'appellation d'origine contrôlée alsace et produits à partir des sept cépages alsaciens : gewurztraminer, pinot gris, pinot blanc, pinot noir, riesling, sylvaner et muscat d'Alsace.
Des vins d'appellation alsace grand cru sont également proposés : Mambourg, Furstentum, Schlossberg, Marckrain, Kaefferkopf et Zinnkoepflé.
La coopérative produit également des vins présentant les mentions vendanges tardives (en riesling, pinot gris ou gewurztraminer) et sélection de grains nobles (gewurztraminer).